# Midhat Frashëri
Midhat Frashëri, także: Mithat Frashëri (ur. 25 marca 1880 w Janinie, zm. 3 października 1949 w Nowym Jorku) – albański pisarz, publicysta, polityk.

## Życiorys
Midhat był synem Abdyla Frashëriego, wybitnego działacza albańskiego odrodzenia narodowego. Pracował w tureckiej administracji, pisząc jednocześnie pod pseudonimem Lumo Skendo dla albańskiej prasy artykuły publicystyczne, wiersze i opowiadania. W polityce reprezentował orientację umiarkowanie konserwatywną. W latach 1908–1909 w redagowanej przez siebie gazecie Liria (Wolność) popierał politykę rządu młodotureckiego, ściągając na siebie krytykę albańskich radykałów.
Po ogłoszeniu niepodległości przez Albanię, jesienią 1912 r., Midhat Frashëri uczestniczył przy tworzeniu tymczasowego rządu we Vlorze. W latach 1922–1926 był ambasadorem Albanii w USA i Grecji. W 1926 r. Midhat Frashëri zrezygnował z polityki, osiadł w Tiranie i otworzył tam księgarnię.
W 1942 r., w kraju okupowanym przez Włochy Benito Mussoliniego, założył prawicową organizację powstańczą Balli Kombëtar (Front Narodowy), która stała się głównym przeciwnikiem sił komunistycznych działających w Albanii. Po zajęciu Kosowa przez wojska niemieckie we wrześniu 1943 r. balliści rozpoczęli z Niemcami współpracę w walce przeciwko partyzantce jugosłowiańskiej, mając na celu przyłączenie Kosowa do Albanii.
W sierpniu 1944 r. balliści utworzyli rząd tymczasowy z Midhatem Frashëri na czele, będący próbą stworzenia alternatywnego wobec komunistów ośrodka władzy w Albanii. Rząd ten jednak nie miał szans zaistnieć, wkrótce po jego powstaniu większość wpływowych polityków, w minionym okresie współpracujących z władzami okupacyjnymi, zdecydowała się na ucieczkę. Po objęciu władzy w kraju przez komunistów w 1944 r. także Midhat Frashëri zmuszony został do emigracji – udał się do Stanów Zjednoczonych. W Ameryce próbował tworzyć organizacje emigrantów albańskich. Tuż przed śmiercią został wybrany przewodniczącym komitetu Wolna Albania, w którym uczestniczył m.in. król Ahmed Zogu.
Zmarł nagle w nowojorskim hotelu, gdzie przygotowywał się do spotkania w sprawach albańskich z wysokimi urzędnikami administracji amerykańskiej. W listopadzie 2018 jego doczesne szczątki zostały pochowane w Tiranie. Imię Frashëriego nosi jedna z ulic w tirańskiej dzielnicy Paskuqan. W 2012 wyróżniony tytułem Honorowego Obywatela Elbasanu.